# Marco Vinicio Guasticchi
Marco Vinicio Guasticchi (Umbertide, 2 dicembre 1962) è un politico italiano, presidente della Provincia di Perugia dal 2009 al 2014.

## Biografia
Laureato in Scienze Politiche, Scienze della comunicazione presso l'Università di Perugia ed in Relazioni internazionali presso l'Università degli stranieri di Perugia, fa parte del quadro direttivo presso un istituto di credito (UniCredit) ed è dirigente sindacale. È inoltre iscritto all'Ordine dei Giornalisti.
Dal 1999 al 2004 è stato Presidente del Consiglio Comunale di Perugia, dal 2000 al 2004 ha fatto parte del Direttivo Nazionale ANCI per i Consigli Comunali e ha ricoperto il ruolo di Coordinatore Regionale dei Presidenti del Consiglio.
Assessore a bilancio e finanze del Comune di Perugia dal 2004 al 2009, è stato eletto Presidente della Provincia di Perugia il 7 giugno 2009 con il 52,9% dei voti. Guidava una Giunta sostenuta da Partito Democratico, Sinistra Ecologia Libertà, Italia dei Valori, Rifondazione Comunista e Comunisti Italiani.
È stato membro della direzione nazionale PD fino al 2017.
Eletto consigliere regionale nelle elezioni del 31 maggio 2015 è stato poi nominato vice presidente vicario.